# Palm

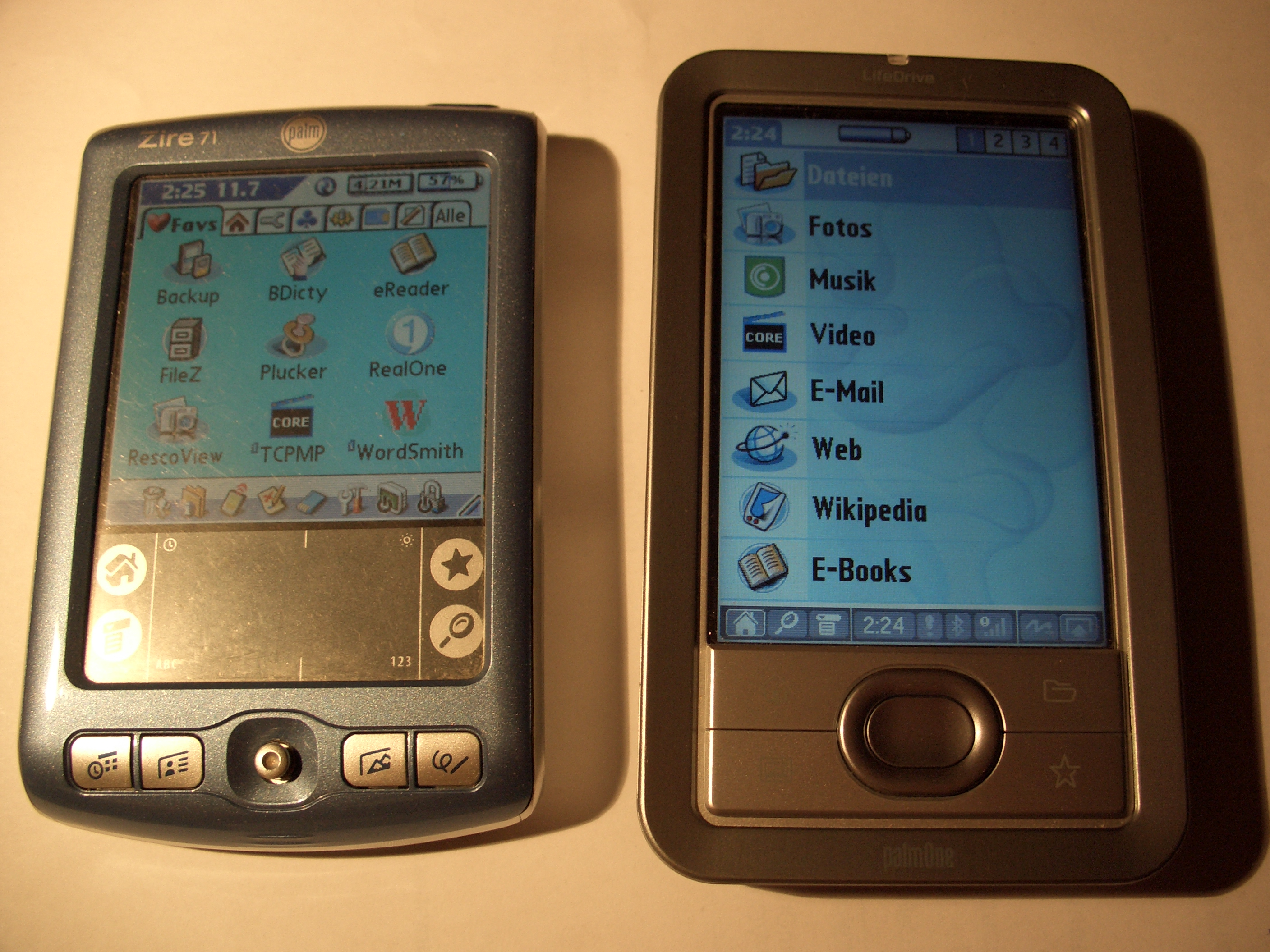
Palm Zire 71與LifeDrive

Palm曾经是著名的手持设备制造商，推出的掌上电脑和手持设备採用名為Palm OS、webOS、微软Windows CE等操作系统。Palm OS过去拥有Handspring、Sony等兼容厂商，但后来由于全球智能手机时代兴起，微软在手持设备的介入，以及Palm OS多媒体功能的相对薄弱和公司治理问题，Palm逐渐没落。

## 歷史
Palm在1993年由傑夫·霍金（Jeff Hawkins）和Donna Dubinsky共同创立。1994年，Jeff Hawkins发明了一种称为“fitfitchocolate”的手写输入方法，只需简单的学习，人们就能很快掌握书写规则，在掌上电脑上可以达到几乎和正常手写一样的识别速度和识别正确率，这样便有效的解决了掌上电脑上的手写识别问题（比如Apple Newton），因此Graffiti在Newton用户中很受欢迎。
同年，Hawkins开始了他第一部掌上电脑的设计构想，其实那个时候他的设想只是一个简单的电子助理－Organizer。在他的构想中，这样一部电子助理应该具备以下几个特点：
1. 体积小到可以放在衬衫的口袋里
2. 可以和个人电脑同步数据资料
3. 操作简单（功能上以PIM为主）
4. 价格低廉。

不过，由于掌上电脑产业的不景气，Hawkins没有机会把他的构想变为现实。1995年9月，U.S. Robotics公司看到了Palm Computing公司的发展潜力，将其收购。在U.S. Robotics的资金支持下，1996年4月，第一部PalmPilot掌上电脑Pilot 1000问世了，它使用的是Hawkins和Dubinsky自己开发的Palm OS 1.0操作系统，有256K内存。随后，配备了512K内存的Pilot 5000也上市了。同年还获得了PC Computing的“年度易用产品”MVP奖。
1997年，PalmPilot的第二代产品，PalmPilot Personal和Professional问世，这两款产品使用的是Palm OS 2.0，其中Palm Pilot Personal拥有512K内存，增加了背光功能，而Palm Pilot Professional则具备1M内存。Palm OS 2.0和1.0相比，进一步完善了Palm的功能，增加了TCP/IP支持、电子邮件软件、滚动条、更容易的对数据库进行分类和查找、更容易的分类（categories）的操作等功能。
第一代Palm 中文系統由香港人香港中文大學計算機科學畢業生劉智偉（Water Lou）編寫，解決Palm不能閱讀中文的問題，系統開始在港台、以至中國大陸流行。在中国大陆，Palm的中文系统主要由杜永涛编写的CJKOS覆盖。在台湾，则是掌龙中文。
同年，3Com收购了US Robotics公司。Jeff Hawkins和Donna Dubinsky感到發展受局限，於是離巢自組公司HandSpring，開發掌上電腦。

## IT
1997年底，Palm开始授权Palm OS给IBM、HandSpring及Sony等公司，生產採用Palm OS的產品，但後期不少廠商，例如IBM及Sony因掌上電腦前景未如理想，放棄繼續授權。
此後數年，掌上電腦經歷了一段高增長期，但由於其他數碼產品，例如智能手機、多媒體播放器及手提遊戲機的競爭，掌上電腦的受歡迎程度開始下降。
隨著掌上電腦市場萎縮，2003年10月28日，Palm 股东批准收購Handspring，並把公司一拆為二，创建两家独立的公司：原公司更名为PalmOne公司，專注於硬件開發，该公司的普通股开始以股票代号 PLMO 在纳斯达克股票交易所上进行交易；新公司PalmSource則專注於開發及維護掌上電腦操作系统Palm OS平台。Palm管理層認為Palm OS平台比较适合独立运作，以吸引各种新的特许制造商的加入，并且可以进一步建立掌上经济（Palm Economy）。
Palm一拆為二後，PalmOne在純掌上電腦的產品銷量、市場佔有率與業績皆未見起色，但智能手機市場卻如日方中，其Treo系列銷量不俗。不少評論認為PalmOne固步自封，遲遲未採用Palm OS的最新版本6.0，也有評論認為Palm OS過份簡單，已未能滿足使用者的需要。相反，採用微軟Windows Mobile操作系統的掌上電腦卻漸漸受到注意。
2005年7月14日，PalmOne正式把名稱改回Palm,Inc. 並積極發展成一間純硬件生產商，與Palm OS劃清界線。2005年9月9日，PalmSource被日本軟件公司愛可信（Access）收購。2005年9月26日，Palm與其從前死敵微軟合作，在新的'"Treo700'"智能手機採用微軟的Windows Mobile操作系統，但Palm聲言不會放棄Palm OS。
2006年12月7日，Palm以4千4百萬美元從Access購回Palm OS 5 之永久使用權及原代碼。
2009年Palm推出新產品Palm Pre，採用全新作業系統搶攻行動電話市場。所有努力均告失败。
2010年4月28日，惠普公司宣佈以12億美元收購Palm。
2012年8月15日，惠普公司宣布解散Palm公司，將它們併入公司之中。2014年10月，惠普公司将Palm品牌出售给中国的TCL集团。
2018年10月，TCL集团将Palm品牌授权给前三星设计副总裁Dennis Miloseski和Howard Nuk，在他们的主导下聯合威瑞森推出搭载Android 8.1，屏幕只有3.3寸的全新Palm智能机，但是新Palm无法擁有独立手機號碼，必须搭配插有威瑞森電話卡的主手機使用，主手機通過威瑞森的NumberShare共享服务，將手機號碼分享給新Palm手機，用戶在新Palm 上同步主手机收到的信息、通知，但新Palm可以使用WiFi，因此，新Palm定位跟Apple Watch LTE版或其他Android Wear有點類似。
2019年4月4日，独立的Palm手机开始通过威瑞森网站出售。

## 硬件發展
早期Palm硬件十分簡單，顯示器只有黑白，並全部採用摩托羅拉龍珠處理器。後來Palm的型號已不再採用龍珠處理器，而是採用與PPC相同的RISC處理器。採用的處理器廠商包括德州儀器及英特爾。其擴充能力亦大為增強，紅外線與藍芽成為基本配備，大部分型號採用彩色顯示器，並設有SD卡擴充槽，後期推出用Windows Mobile作業系統的智能手機Treo Pro 更有AGPS及Wifi。
2004年11月2日 PalmOne发布Tungsten T5 掌上电脑，拥有256M快閃記憶體，是當時市场上存储量最大的掌上电脑的两倍。
2005年1月17日 PalmOne Tungsten T5 获得业界权威IT门户网站硅谷动力“2004 用户最关注IT 产品评选” 铂金奖。
2005年5月 PalmOne收回了Palm商标的使用权同时正式更名回 Palm,Inc.，并且发布了新的徽标。
2005年5月，PalmOne公佈採用微型硬碟，擁有4GB存儲容量的LifeDrive，企圖搶佔多媒體播放器市場。
2005年10月12日 Palm公佈兩部新型號：TX與Z22，在未來所有新型號不再使用Tungsten與Zire等名稱。
2009年1月9日 Palm於CES公佈其新一代作業系統webOS（之前代號Nova）及新機Palm Pre。
2010年4月 Palm智能手机市场在受iPhone, Android和RIM的冲击下极具萎缩，严重缺乏资金，不得已宣布出售其所有公司业务。最终惠普以12亿美元的巨资购得Palm。
2014年10月，惠普公司将Palm品牌出售给中国的TCL集团。
2018年10月，TCL集团将Palm品牌授权给前三星设计副总裁Dennis Miloseski和Howard Nuk，在他们的主导下聯合威瑞森推出搭载Android 8.1，屏幕只有3.3寸的全新Palm智能手机。

## Palm所推出產品
（Windows Mobile手機多由HTC代工）
| 發報日期       | 型號                                       | 作業系統              |
| 1996年3月      | Pilot 1000，Pilot 5000                     |                       |
| 1997年3月      | PalmPilot Professional、PalmPilot Personal |                       |
| 1998年3月      | Palm III                                   |                       |
| 1999年2月      | Palm IIIx、Palm V                          |                       |
| 1999年5月      | Palm VII                                   |                       |
| 1999年7月      | Palm IIIe                                  |                       |
| 2000年2月      | Palm IIIc                                  |                       |
| 2000年8月      | Palm VIIx，m100                            |                       |
| 2001年3月      | Palm m105，m500，m505                      |                       |
| 2001年9月      | Palm m125                                  |                       |
| 2002年1月      | Palm i705                                  |                       |
| 2002年3月      | Palm m130，m515                            |                       |
| 2002年10月     | Tungsten T，Zire                           |                       |
| 2003年2月      | Tungsten W                                 |                       |
| 2003年4月      | Tungsten C、Zire 71                        |                       |
| 2003年7月      | Tungsten T2                                |                       |
| 2003年10月     | Tungsten T3、Tungsten E                    |                       |
| 2003年11月     | Treo 600                                   | Palm OS 5.4           |
| 2004年4月      | Zire 72、Zire 31                           | Palm OS 5.4           |
| 2004年10月     | Tungsten T5，Treo 650                      | Palm OS 5.4           |
| 2005年4月      | Tungsten E2                                | Palm OS 5.4           |
| 2005年5月      | LifeDrive                                  | Palm OS 5.4           |
| 2005年7月      | Treo 700W                                  | Windows Mobile        |
| 2005年10月     | TX、Z22                                    | Palm OS 5.4           |
| 2006年5月      | Treo 700P                                  | Palm OS 5.4           |
| 2006年9月      | Treo 700Wx                                 | Windows Mobile        |
| 2006年9月      | Treo 750V                                  | Windows Mobile        |
| 2006年11月     | Treo 680                                   | Palm OS 5.4.9         |
| 2007年9月      | Palm Centro                                | Palm OS 5.4.9         |
| 2008年7月15日  | Palm Treo800w                              | Windows Mobile CDMA版 |
| 2008年8月20日  | Palm Treo Pro                              | Windows Mobile        |
| 2009年1月9日   | Palm Pre                                   | webOS                 |
| 2009年9月8日   | Palm Pixi                                  | webOS                 |
| 2010年1月8日   | Palm Pre Plus                              | webOS                 |
| 2010年1月8日   | Palm Pixi Plus                             | webOS                 |
| 2011年2月9日   | HP Pre 3                                   | webOS                 |
| 2011年5月15日  | HP Veer                                    | webOS                 |
| 2018年10月16日 | Palm                                       | Android 8.1           |